# مؤسسة أجناد
مؤسسة أجناد للإنتاج الإعلامي هي مؤسسة إعلامية تتبع لتنظيم الدولة الإسلامية (داعش)، تأسست في يناير 2014. تتخصص المؤسسة في إنتاج الصوتيات من أناشيد جهادية وتلاوات قرآنية. أنتجت المؤسسة ما يزيد عن 150 نشيدًا باللغة العربية البعض منها بلهجات عربية، بالإضافة إلى إصدارها ختمة كاملة القرآن الكريم. في 4 مايو 2016 أطلقت مؤسسة البتار المناصرة لتنظيم الدولة الإسلامية تطبيقًا على الأندرويد تحت مسمى «أجناد» يتيح لمستخدميه الاستماع إلى أناشيد مؤسسة أجناد على هواتفهم المحمولة.

## المنشدون
أبو ياسر وهو من أشهر منشدي المؤسسة، ومن بين أناشيده نشيد صليل الصوارم الشهير، وأبو الحسن المهاجر الناطق الرسمي السابق للتنظيم قبل وفاته في 27 أكتوبر 2019؛ بالإضافة إلى منشدين آخرين.[بحاجة لمصدر]

## روابط خارجية
- مؤسسة أجناد ختمة كاملة للقرآن الكريم
- أناشيد مؤسسة أجناد